# Boken om Nalle Puh
Boken om Nalle Puh (engelska: The Book of Pooh) är en amerikansk-sydkoreansk TV-serie från 2001-2004 skapad av Mitchell Kriegman.

## Svenska röster
- Ingemar Carlehed - Berättare
- Tobias Swärd - Christoffer Robin
- Guy de la Berg - Nalle Puh
- Pontus Gustafsson - Nasse
- Thomas Hellberg - Tiger
- Bengt Skogholt - Ior
- Charlie Elvegård - Kanin
- Jenny Wåhlander - Kessie
- Gunnar Uddén - Uggla
- Anna Nyman - Christoffer Robins Mamma[1]

### Fotnoter
1. ↑  ”Boken om Puh”. Disneyania. https://d-zine.se/tv/bokenompuh.htm. Läst 19 juni 2024.